# Brzezinka (Mysłowice)
Brzezinka – dzielnica Mysłowic, położona w środkowej części miasta, w niewielkiej dolinie.
Dzielnica graniczy z Brzęczkowicami, Morgami, Laryszem, Kosztowami oraz z miastem Jaworzno (dzielnicą Wysoki Brzeg).
Przechodzi tu droga wojewódzka nr 934 (Katowice-Oświęcim) oraz autostrada A4 (Katowice-Kraków).
Brzezinkę zamieszkuje kilka tysięcy ludzi, głównie w domkach jednorodzinnych, ale w centrum dzielnicy znajdują się też bloki i stare (niektóre zabytkowe) kamienice.

## Nazwa
Według Heinricha Adamy'ego nazwa miejscowości pochodzi od polskiej nazwy drzewa brzozy – von brzoza, brzezina = Birke. W swoim dziele o nazwach miejscowych na Śląsku wydanym w 1888 roku we Wrocławiu wymienia pierwotną nazwę w obecnej polskiej formie Brzezinka podając jej znaczenie Birkendorf czyli w tłumaczeniu Brzozowa wieś. W okresie rządów pruskich miejscowość oficjalnie nosiła nazwę Birkental, pochodzącą od niemieckich słów Birke i Tal – „dolina”.
W dokumencie sprzedaży dóbr pszczyńskich wystawionym przez Kazimierza II cieszyńskiego w języku czeskim we Frysztacie w dniu 21 lutego 1517 roku wieś została wymieniona jako Brzezynka.

## Historia

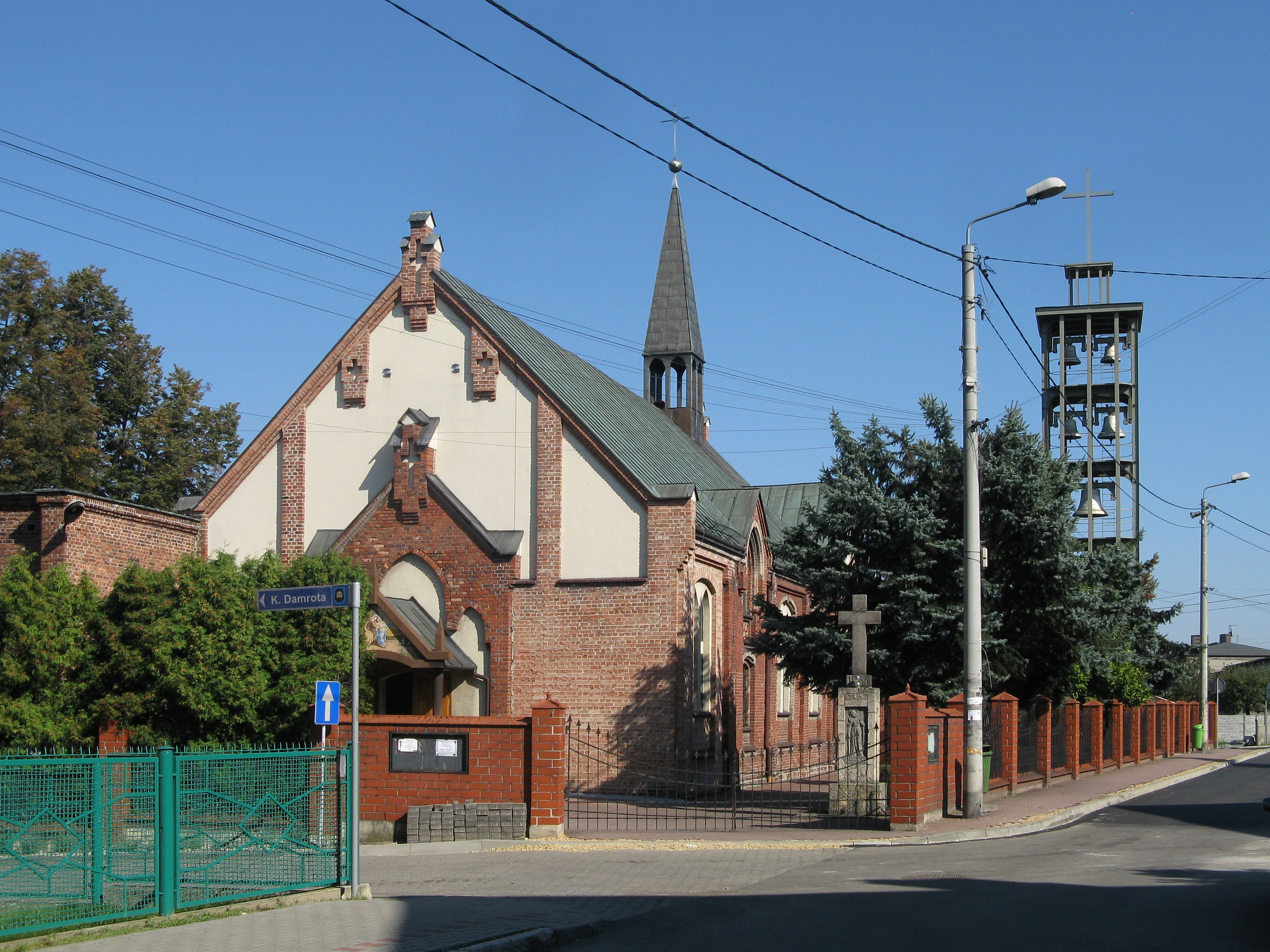
Kościół Nawiedzenia Najświętszej Maryi Panny w Brzezince (2018)

Pierwsza wzmianka o tej dzielnicy pojawia się w 1470 roku, jako wieś przy potoku płynącym do Przemszy.
Rozwój hutnictwa w XVIII wieku, możliwość zbytu węgla drogą wodną do Krakowa oraz dobre warunki naturalne wpłynęły na powstanie w całej okolicy licznych kopalni. W 1794 roku powstała pierwsza kopalnia w Brzezince „Dar Karola”, a wszystkich kopalń było około dziesięciu. Największą była „Nowa Przemsza”. Kiedy w 1847 roku powstała linia kolejowa łącząca Mysłowice z Wrocławiem i Berlinem, przez Brzezinkę została ona przedłużona do Oświęcimia. Z kolei w 1853 roku Brzezinka uzyskała połączenie drogowe z Wrocławiem. W 1865 roku powstał w niej urząd pocztowy. W 1893 roku poświęcono w Brzezince kościół katolicki pod wezwaniem Nawiedzenia Najświętszej Maryi Panny. Dzięki staraniom mieszkańców 10 lat później świątynia zyskała własną parafię. Czasy istnienia granicy na Przemszy i Trójkąta Trzech Cesarzy w Brzezince (przełom XIX i XX wieku) to dla miejscowości dobry okres, z usług znajdujących się tu licznych hoteli i restauracji korzystało wielu przyjezdnych, co skutkowało m.in. rozwojem gastronomii – w 1913 roku działało w Brzezince aż 26 restauracji i barów. Początek XX wieku to również czas, w którym w Brzezince funkcjonowało wiele przedsiębiorstw, a wśród nich szczególną rolę pełniła, założona według różnych źródeł w 1929, 1930 lub w 1931 roku fabryka porcelany „Elektroporcelana”, będąca ówcześnie jednym z najważniejszych tego typu zakładów na Górnym Śląsku. Powstały na terenie zalanej kopalni „Nowa Przemsza” zakład specjalizował się w produkcji porcelanowych korków do butelek, cokołów, oprawek, a także własnych wyrobów reklamowych oraz tych na potrzeby fabryki w Czechowicach.
W latach 1945–1951 istniała gmina Brzezinka, składająca się jedynie z samej siedziby (nie dzieliła się na gromady). Zniesiono ją 1 kwietnia 1951 roku przez przyłączenie do sąsiedniego miasta Mysłowice.
W 1962 roku w Brzezince otwarto kino „Znicz”, które istnieje do dziś. Atutem placówki jest dobrze zachowana oryginalna sala kinowa i urządzenia z lat 60. XX wieku.
Na początku XXI wieku rozpatrywano powstanie w rejonie Brzezinki nowej kopalni węgla kamiennego, której działalność przewidywano na lata 2029-2049. W tym celu w 2012 roku powołano spółkę Brzezinka, która w 2014 przeprowadziła odwierty potwierdzające obecność wysokiej jakości węgla. W listopadzie 2020 roku spółka uzyskała koncesję na wydobycie ze złoża „Brzezinka 3” (szacowanego na ponad 88 mln ton) węgla, który miał być sprzedawany zarówno w surowej postaci, jak i jako paliwo bezdymne. Ostatecznie jednak plany budowy prywatnej kopalni zostały anulowane, a udzielona koncesja została wygaszona decyzją Ministerstwa Klimatu i Środowiska z dnia 30 stycznia 2024.